# Qualificazioni al campionato europeo di football americano 1997
Questa voce raccoglie un approfondimento sui risultati degli incontri e sulle classifiche per l'accesso alla fase finale del Campionato europeo di football americano 1997.

## Squadre partecipanti
Hanno partecipato alle partite di qualificazione 4 squadre:
| Pr. | Squadra       | Data di iscrizione | Partecipante in quanto | Ultima partecipazione ad un campionato europeo |
| --- | ------------- | ------------------ | ---------------------- | ---------------------------------------------- |
| 1   | Gran Bretagna |                    |                        |                                                |
| 2   | Svezia        |                    |                        |                                                |
| 3   | Spagna        |                    |                        |                                                |
| 4   | Ucraina       |                    |                        |                                                |

## Risultati
| Madrid 23 febbraio 1997 | Spagna | 14 – 17 (0-0 6-7 8-3 0-7) | Gran Bretagna | Estadio de la Comunidad |

| 1997 | Svezia | 56 – 0 | Ucraina |  |

### Verdetti
- Gran Bretagna e Svezia ammesse al Campionato europeo di football americano 1997.